# Anna-Karin Kammerling
Anna-Karin Kammerling, född 19 oktober 1980 i Malmö, är en svensk före detta simmare som vunnit medaljer i alla fem stora internationella simmästerskap (OS, VM-långbana, EM-långbana, VM-kortbana och EM-kortbana). 

## Karriär
Anna-Karin Kammerling började simma som liten i Bollnäs SS, men flyttade sedan och bytte klubb till Söderhamns Simsällskap. Det var här Kammerlings karriär tog fart och hon kvalade bland annat in till ungdoms-OS. Kammerling representerade senare Sundsvalls SS och i landslaget debuterade hon på seniornivå vid europamästerskapen i simsport 1997. Under sitt första OS ingick hon i det lag som vann brons på 4x100 meter frisim i Sydney.
Under karriären hade Kammerling världsrekordet på 50 meter fjärilssim sju gånger. Hon slutade med simning efter OS 2008 och har därefter bland annat arbetat som fastighetsekonom och som expertkommentator i radiosporten.

### Fotnoter
1. ↑  ”Anna-Karin Kammerling Bio, Stats, and Results - Olympics at Sports.reference.com”. sportsreference.com. Sportsreference. Arkiverad från originalet den 1 oktober 2015. https://web.archive.org/web/20151001002435/http://www.sports-reference.com/olympics/athletes/ka/anna-karin-kammerling-1.html. Läst 21 oktober 2015.
2. ↑  ”Sveriges Olympiska Kommitté”. sok.se. SOK. http://sok.se/idrottare/idrottare/a/anna-karin-kammerling.html. Läst 21 oktober 2015.